# Bukobaja
Bukobaja enigmatica
Genre
Espèce
Bukobaja est un genre fossile de mastodonsauridés temnospondyles du Trias moyen attesté en Russie. Il n'est représenté que par son espèce type, Bukobaja enigmatica. 

## Présentation
Bukobaja se rencontre principalement dans le Bukobay Svita dans le cadre de la « faune Mastodonsaurus » de l'âge ladinien, une section de la biostratigraphie triasique russe caractérisée par Mastodonsaurus. Cet amphibien était également présent dans la sous-jacente Donguz Svita ("faune d'Eryosuchus"),. Bukobaja semble être un genre valide proche mais distinct de Mastodonsaurus. Bien qu'il semble posséder plusieurs caractéristiques uniques, Bukobaja est encore connu à partir de très peu de vestiges. Cela a conduit à des difficultés de détermination de ses relations plus précisément que les Mastodonsauridae incertae sedis[pas clair]. Il a également été comparé aux trématosauridés.